# The Oregonian

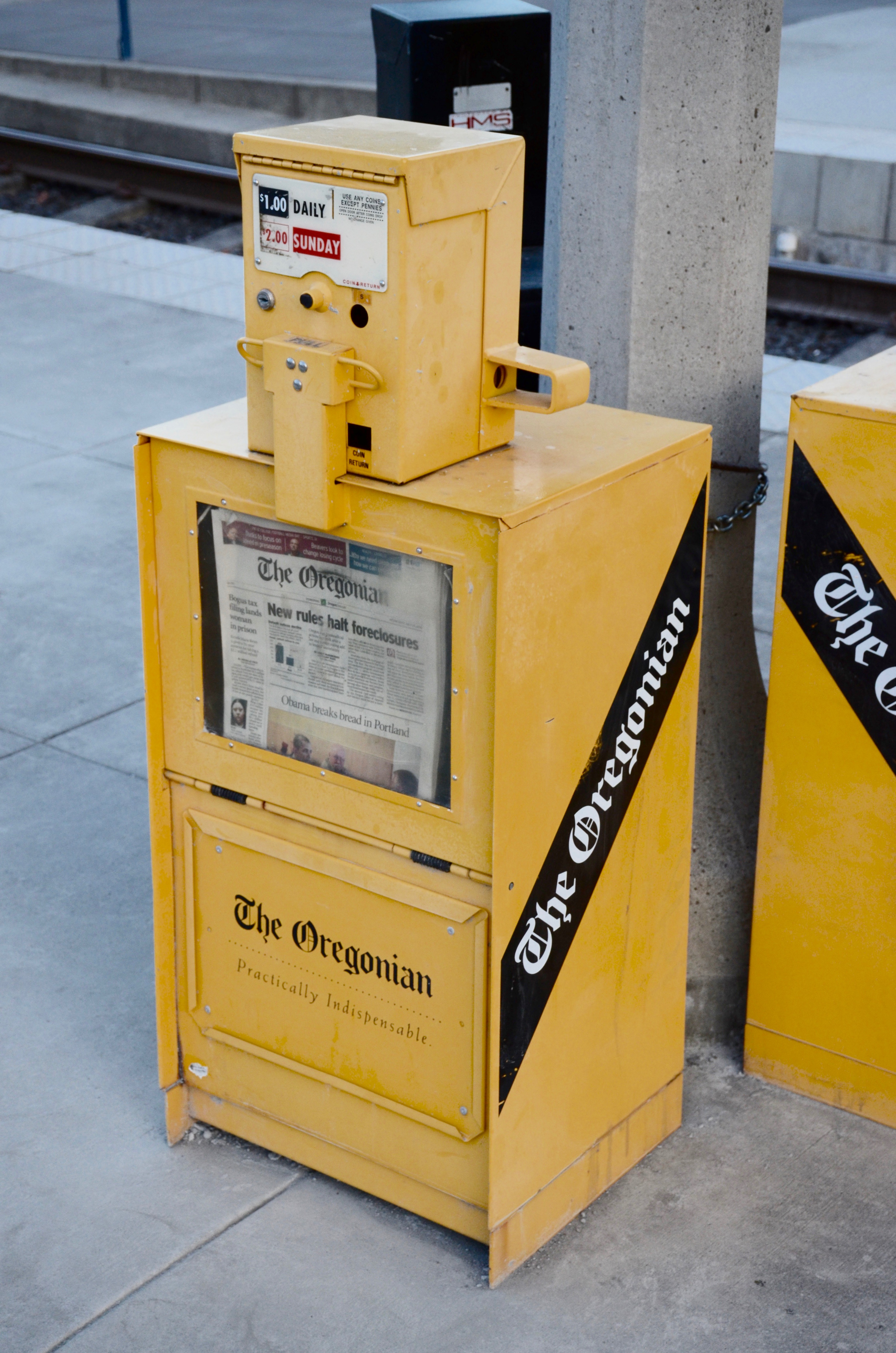
Distributore del giornale The Oregonian, con l'edizione del giornale del 25 luglio 2012.

The Oregonian è un quotidiano statunitense con sede a Portland (Oregon), di proprietà di Advance Publications. È il più antico quotidiano pubblicato ininterrottamente sulla costa occidentale degli Stati Uniti, fondato come settimanale da Thomas J. Dryer il 4 dicembre 1850 e pubblicato quotidianamente dal 1861. È il più grande giornale dell'Oregon e il secondo più grande del Pacifico nord-occidentale per circolazione. È uno dei pochi giornali con un focus in tutto lo stato negli Stati Uniti. L'edizione domenicale è pubblicata con il titolo The Sunday Oregonian. L'edizione regolare fu pubblicata con il titolo The Morning Oregonian dal 1861 al 1937.
The Oregonian ha ricevuto nel 2001 il Premio Pulitzer per il servizio pubblico, l'unica medaglia d'oro assegnata annualmente dall'organizzazione. Lo staff del giornale o i singoli scrittori hanno ricevuto altri sette premi Pulitzer.
The Oregonian viene consegnato a domicilio in tutte le contee di Multnomah, Washington, Clackamas e Yamhill nell'Oregon e nella contea di Clark, Washington, quattro giorni alla settimana (mercoledì, venerdì, sabato e domenica); viene anche consegnato a domicilio in alcune parti delle contee di Marion e Columbia. Sebbene alcuni rivenditori indipendenti consegnino il giornale al di fuori di quell'area, nel 2006 ha cessato di essere disponibile nell'estremo est dell'Oregon e nella costa meridionale dell'Oregon e, a partire da dicembre 2008, "l'aumento dei costi di stampa e distribuzione" ha causato l'interruzione della consegna del giornale a tutti aree a sud di Albany.